# Locum beati Petri

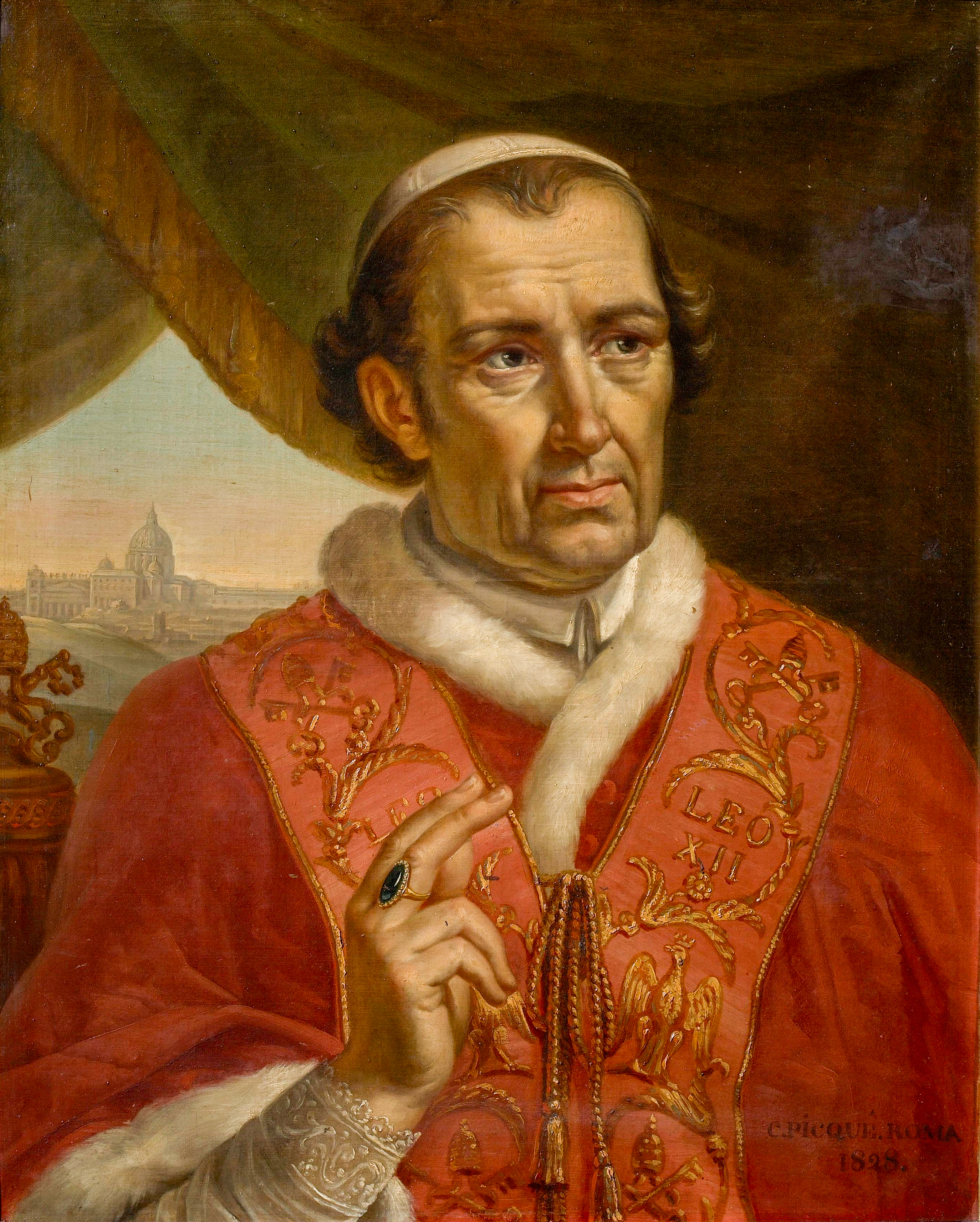
Ritratto di papa Leone XII.

Locum beati Petri è una bolla di papa Leone XII, pubblicata il 30 giugno 1828, con la quale furono riviste e riorganizzate le diocesi dell'Istria e della Dalmazia lungo le coste dell'Adriatico.

## Storia
In seguito alla caduta e soppressione della repubblica di Venezia, dopo il turbolento periodo napoleonico, il congresso di Vienna (1814-1815) stabilì il passaggio dell'Istria e della Dalmazia all'impero austriaco. Nel 1815 quasi due terzi delle diocesi dalmate erano vacanti e dei vescovi in carica, la maggior parte era molto anziana, e solo il vescovo di Veglia aveva le forze necessarie per compiere ancora le visite pastorali nella sua diocesi.
È in questo periodo che il governo di Vienna iniziò le trattative con la Santa Sede per dare un assetto definitivo alle circoscrizioni ecclesiastiche in questa parte dell’Impero. Il 9 dicembre 1819 il governo presentò alla Segreteria di Stato della Santa Sede una nota ufficiale con un progetto per l'ordinamento e la circoscrizione delle diocesi nella provincia dalmata, che prevedeva la riduzione delle province ecclesiastiche della regione e la soppressione di diverse diocesi, per lo più molto piccole, con un numero di fedeli di modeste dimensioni e scarsità di rendite.
La risposta del cardinale Ercole Consalvi arrivò il 17 luglio 1821. La nota vaticana accondiscese in parte alle richieste austriache, ma data la gravità delle questioni in discussione, tra cui quelle delle delimitazioni delle diocesi ai confini politici e la soppressione di molte di queste, e quella del titolo di primate di Dalmazia dei patriarchi di Venezia, la Santa Sede propose un ulteriore periodo di riflessione e di studio.
Il 9 settembre 1824 il governo austriaco rispose con una nota nella quale si ribadivano le richieste del 1819, anche se la nota ammetteva la possibilità di lasciare al patriarca veneziano il titolo di primate della Dalmazia. La Santa Sede, per bocca del suo principale relatore, il segretario della Congregazione concistoriale Raffaele Mazio, fu delusa di questa risposta, ammettendo tuttavia che era necessario trovare una soluzione di compromesso per venire incontro alle richieste asburgiche. Inoltre, la situazione in Dalmazia stava peggiorando, poiché altre sedi vescovili nel frattempo erano diventate vacanti. Un'apposita riunione di cardinali discusse questa questione per espresso ordine di papa Leone XII.
Infine il 13 ottobre 1826 il segretario di stato vaticano Giulio Maria della Somaglia, a nome del papa, dette una risposta positiva a quasi tutte le richieste austriache. Rimaneva aperta la questione della diocesi di Macarsca, la più grande e la più popolosa tra le diocesi di cui era prevista la soppressione; Leone XII aveva espresso il desiderio che a Macarsca fosse presente un vescovo ausiliare in qualità di vicario generale del vescovo ordinario delle diocesi unite di Spalato e Macarsca. Vienna accettò la proposta vaticana il 22 giugno 1827. Anche la questione dei seminari diocesani e delle loro dotazioni fu risolta nel corso del 1827.
Nel dicembre 1827 il governo austriaco presentò a Roma il progetto definitivo circa l'organizzazione territoriale delle diocesi istriane e dalmate; in questo progetto fu deciso, per il momento, di soprassedere alla costituzione di una provincia ecclesiastica in Istria. I primi mesi del 1828 furono occupati a stendere le bozze del documento pontificio definitivo, che ebbe la sua approvazione finale da parte dell'ambasciatore austriaco a Roma, che giocò un ruolo decisivo nella stesura testuale e verbale della bolla pontificia.
Finalmente, dopo anni di discussioni e di trattative, il 30 giugno 1828 venne pubblicata la bolla Locum beati Petri, che ottenne il placet dell'imperatore l'11 ottobre 1829.

## L'organizzazione diocesana prima del 1828
Al momento della pubblicazione della bolla, le diocesi del regno di Dalmazia erano raggruppate in 3 province ecclesiastiche:
- la provincia ecclesiastica di Zara, che comprendeva l'arcidiocesi di Zara e le diocesi di Arbe, Ossero e Veglia;
- la provincia ecclesiastica di Ragusa, che comprendeva l'arcidiocesi di Ragusa e le diocesi di Budua[16] Curzola, Trebigne e Marcana[17], Stagno;
- la provincia ecclesiastica di Spalato, che comprendeva l'arcidiocesi di Spalato e le diocesi di Macarsca, Nona, Lesina, Scardona, Sebenico, Tenin[18] e Traù;
- la diocesi di Cattaro, nell'estrema parte meridionale della Dalmazia, era suffraganea dell'arcidiocesi di Bari in Italia.

Le diocesi istriane invece erano suddivise in questo modo:
- le diocesi di Parenzo, Pola, Capodistria e Cittanova erano suffraganee del patriarcato di Venezia;
- le diocesi di Gorizia e Gradisca e di Trieste erano immediatamente soggette alla Santa Sede.

## Provvedimenti della bolla

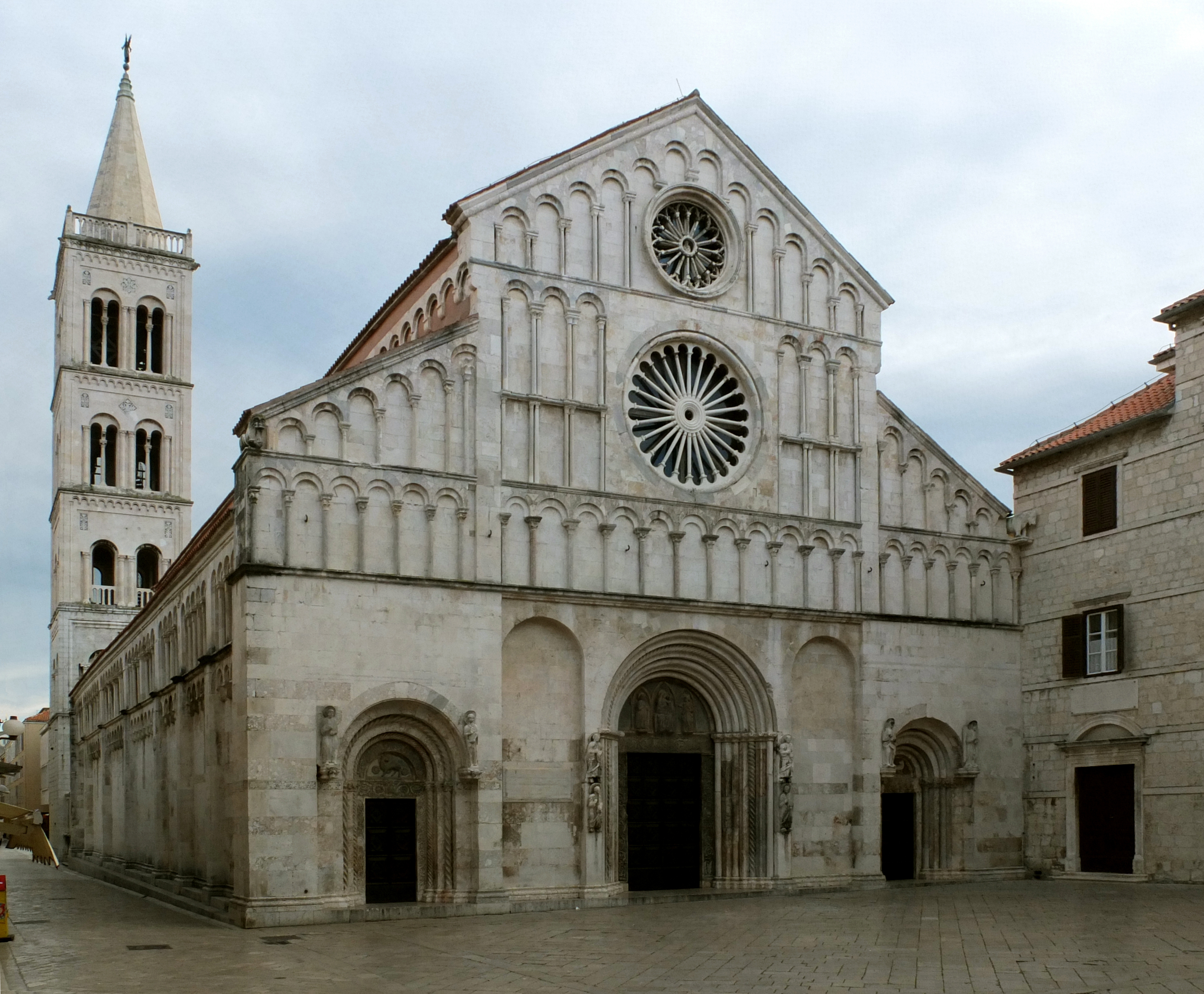
La cattedrale metropolitana di Zara.

La bolla stabilì queste disposizioni:
- furono soppresse le province ecclesiastiche di Spalato e di Ragusa, le cui sedi metropolitane furono ridotte a semplici diocesi; unica sede metropolitana del regno di Dalmazia rimase la sede di Zara;[19]
- a ricordo dell'antico titolo metropolitano, fu deciso che alle sedi di Spalato e di Ragusa spettassero i primi due posti tra le suffraganee di Zara, con la precedenza data al vescovo più anziano tra i due;[19]
- vennero soppresse le diocesi di Arbe, Nona, Scardona, Traù, Curzola, Stagno, Budua, Ossero e Cittanova;[19]
- furono unite aeque principaliter Macarsca con Spalato, Pola con Parenzo e Capodistria con Trieste;[20]
- fu determinato il numero e le cariche dei membri dei rispettivi capitoli dei canonici delle cattedrali[21] e delle concattedrali di Macarsca, Pola e Capodistria;[22] i capitoli delle soppresse diocesi di Traù, Ossero e Cittanova furono ridotti a capitoli collegiali;[23]
- infine fu stabilito che nelle concattedrali di Macarsca, Pola e Capodistria dovevano risiedere dei vicari generali, mentre nelle città ex vescovili di Curzola, Traù, Arbe, Cittanuova e Ossero risiedessero dei provicari generali; il vicario generale residente a Macarsca doveva avere carattere vescovile.[24]

La provincia ecclesiastica di Zara comprendeva 7 sedi vescovili:
1. l'arcidiocesi di Zara, a cui fu unito il territorio della soppressa diocesi di Nona;[25]
2. la diocesi di Spalato, a cui fu unita la diocesi di Macarsca, e 9 parrocchie della soppressa diocesi di Traù;[26] contestualmente cedette una parrocchia, quella di Chievo, alla diocesi di Sebenico;[27]
3. la diocesi di Sebenico, a cui fu unito il territorio della soppressa diocesi di Scardona, e che assorbì 11 parrocchie della soppressa diocesi di Traù[28] e una parrocchia dalla diocesi di Spalato;[29]
4. la diocesi di Ragusa, a cui furono uniti i territori delle soppresse diocesi di Stagno e di Curzola;[30]
5. la diocesi di Lesina, che mantenne il suo territorio precedente;[31]
6. la diocesi di Cattaro, a cui fu unita l'unica parrocchia che costituiva il territorio della diocesi di Budua;[32]
7. la diocesi di Veglia, a cui furono uniti i territori delle soppresse diocesi di Arbe e di Ossero.[33]

Circa le sedi istriane, la bolla stabilì quanto segue:
- la diocesi di Gorizia e Gradisca, immediatamente soggetta alla Santa Sede[20], cedette la parrocchia di Prosecco alla diocesi di Trieste;[34]
- la diocesi di Trieste si ingrandì con 11 parrocchie appartenute alla diocesi di Parenzo e una alla diocesi di Gorizia; inoltre assorbì il territorio della diocesi di Cittanova, che fu soppressa; infine fu unita aeque principaliter alla diocesi di Capodristria;[35] rimase immediatamente soggetta alla Santa Sede, assieme alla diocesi di Capodistria;[20]
- le diocesi di Parenzo e di Pola furono anch'esse unite aeque principaliter,[36] rimanendo suffraganee di Venezia.[20]

La bolla termina con la nomina degli esecutori delle decisioni pontificie, i vescovi Joseph Walland di Gorizia e Anton Aloys Wolf di Lubiana.